# جرج کارتر (بازیکن فوتبال، زاده ۱۹۰۰)
جرج کارتر (انگلیسی: George Carter; ۱۹ اکتبر ۱۹۰۰ – ۱۹۸۱ (۸۰−۸۱ سال)) بازیکن فوتبال اهل بریتانیا بود.
از باشگاه‌هایی که در آن بازی کرده‌است می‌توان به باشگاه فوتبال فولام و باشگاه فوتبال وستهام یونایتد اشاره کرد.